# 丁廷骞
丁廷骞（？—？），字仑樵，河南永城人。中华民国政治人物。

## 生平
他毕业于宏文学院普遍科，后毕业于日本明治大学。归国后，他曾于1912年任南京临时参议院议员。他曾加入统一党，1913年1月《统一党第一次报吿》中注明他任该党参事。后来他当选民元国会众议员。民国五年（1916年），他和鲁紫铭在开封小纸坊街八十号创办永城县同乡会。后来他曾为1934年树立的《鲁紫铭先生纪念碑》撰写碑文。现该碑所在的鲁紫铭碑林被列为永城市重点文物保护单位。